# Mancomunidad Montaña de Riaño
La Mancomunidad Montaña de Riaño es una agrupación voluntaria de municipios para la gestión en común de determinados servicios de competencia municipal, creada por varios municipios en la provincia de León, de la comunidad autónoma de Castilla y León, España.

## Municipios integrados
La Mancomunidad Montaña de Riaño está formada por los siguientes municipios:
- Acebedo
- Boca de Huérgano
- Burón
- Crémenes
- Oseja de Sajambre
- Posada de Valdeón
- Prioro
- Riaño
- Maraña[2]

## Escudo Heráldico
Escudo partido: Uno, de Plata, un oso levantado de su color; Dos, de oro, una rama de acebo verde, frutada. Bordura, de Gules, con ocho sotueres en oro. El escudo se timbra con la Corona Real Española, en las características que le son propias.

## Sede
Sus órganos de Gobierno y Administración tendrán su sede en la Casa Consistorial de Riaño.

## Fines
- Recogida de basuras domiciliarias y tratamiento de residuos sólidos, como fin primordial y básico.
- Depuración de aguas.
- Servicio de quitanieves en caminos locales y cascos urbanos.
- Promoción del turismo, cultura, deporte.[2]

## Estructura orgánica
El gobierno, administración y representación de la Mancomunidad corresponden a los siguientes órganos:
- Asamblea de Concejales.
- Consejo Directivo.
- Presidente.
- Vicepresidente.